# Ruch Narodowy

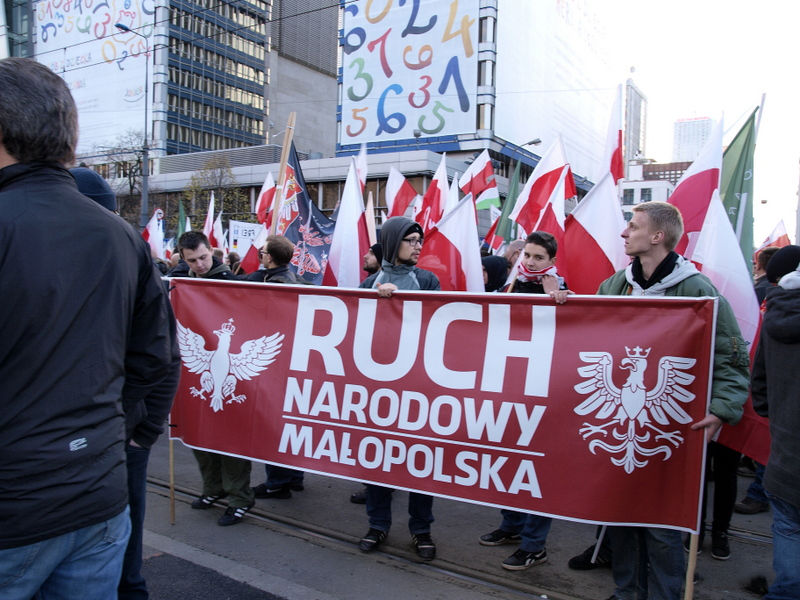
Mitglieder der Nationalen Bewegung auf einer Kundgebung

Ruch Narodowy (deutsch: Nationale Bewegung, kurz RN) ist eine 2012 gegründete politische Organisation in Polen, die 2014 in eine Partei umgewandelt wurde. Sie vertritt eine gesellschaftspolitisch konservative, nationalistische, nationalkatholische und EU-skeptische Programmatik.
Bei der Parlamentswahl in Polen 2015 unterstützte sie die Bewegung Kukiz’15 und zog erstmals mit fünf Abgeordneten in den polnischen Sejm ein. Gemeinsam mit den Parteien Nowa Nadzeja und Konfederacja Korony Polskej gründete RN 2019 die Sammlungspartei Konfederacja durch welche sie seit den Parlamentswahlen 2019 im Sejm und seit 2024 im EU-Parlament vertreten ist. Im Herbst 2024 wurde RN auf europäischer Ebene Teil der Partei Patriots.eu.

## Entstehung und Profil
Nach dem Scheitern der Regierungskoalition zwischen PiS, LPR und Samoobrona und den vorgezogenen Parlamentswahlen 2007, verlor die nationalistische Partei LPR stetig an Bedeutung, bis sie nach den verlorenen EU-Wahlen 2009 vollständig marginalisiert wurde. Dies bildete den Ausgangspunkt eines neuen politischen Projektes der Nationalisten. Im Zusammenwirken der Allpolnischen Jugend mit dem Nationalradikalen Lager entstand 2010 der erste Unabhängigkeitsmarsch. Zwei Jahre später am 11. November 2012 – dem Jahrestag der Unabhängigkeit Polens – wurde diese Allianz durch verschiedene nationalistische, nationalkatholische und konservative Gruppierungen erweitert und Ruch Narodowy als politische Organisation und soziale Bewegung gegründet. Zu den wichtigsten zählten der Veteranenverband Związek Żołnierzy Narodowych Sił Zbrojnych und die Partei UPR. Nach der Europawahl 2014, bei der RN als Wahlbündnis antrat und 1,4 % der Stimmen erhielt vollzog sie die Umwandlung in eine einheitliche Partei. Robert Winnicki von der Allpolnischen Jugend wurde zum Parteivorsitzenden gewählt. Kandidat für die Präsidentschaftswahlen 2015 wurde Marian Kowalski, der bei der Wahl 0,52 % der Stimmen erreichte.
Im Zuge der Parlamentswahlen 2015 unterstützte die RN die damals neue und aufstrebende, rechtspopulistische Bewegung Kukiz’15 des Rockmusikers Paweł Kukiz. Sie stellte ihm ihre landesweite Partei-Infrastruktur zur Verfügung und kandidierte im Gegenzug auf seiner Liste. Als Resultat wurden fünf Sitze eingenommen sowie drei weitere von Personen, die RN sehr nahestehen. Ruch Narodowy bildete mit der Kukiz-Bewegung eine eigene Fraktion.
Wichtigster Wortführer wurde Robert Winnicki. Er erklärte, dass Ruch Narodowy eine Kraft werden sollte, „vor der sich Linke, Liberale und Schwuchteln fürchten werden“. Auch ein ehemaliger Abgeordneter von Prawo i Sprawiedliwość, Artur Zawisza, hat sich RN angeschlossen und wurde auf dem ersten Kongress im Juni 2013 zu einem der Ko-Vorsitzenden gewählt.
Sie selbst bezieht sich auf die in den 1930er Jahren in Polen wirkende und illegale faschistische Bewegung Falanga sowie den national-demokratischen Politiker Roman Dmowski. Auch die katholisch-nationalistischen und antikommunistischen Narodowe Siły Zbrojne, die im Zweiten Weltkrieg sowohl gegen Deutschland als auch gegen die Sowjetunion kämpften, betrachtet sie als Vorbild. Sie fordert die Verstaatlichung der Energieversorgung, des Bildungs-, Gesundheits- und Finanzwesens, den Austritt aus der Europäischen Union und die Umwandlung Polens in einen „christlichen Religionsstaat“. Das gegenwärtige politische System Polens assoziiert die Bewegung mit Kommunismus, Unfreiheit und Fremdbestimmung.
Anfang 2014 bezeichneten Andreas Kahrs und Eva Spanka Ruch Narodowy in einem Artikel für die Zeitschrift Osteuropa als „eine der dynamischsten rechtsextremen Bewegungen Europas“. International kooperierte Ruch Narodowy mit der damals rechtsextremen und antisemitischen ungarischen Partei Jobbik.